# My American Heart
My American Heart es una banda de rock estadounidense de San Diego, California, formada en 2001. Originalmente llamada No Way Out, la banda lanzó dos álbumes de estudio con Warcon Enterprises y recorrió el mundo antes de disolverse a finales de 2009. Se volvieron a reunir en 2017.

## Historia
My American Heart ganó fama local en muchos lugares al sur de california donde tocaron. Debido a problemas legales con su nombre, la banda cambió su nombre de No Way Out a My American Heart para reflejar la dualidad étnica y nacional con la que se identificaron los miembros originales. La banda tuvo su primera gran oportunidad al ganar la Ernie Ball Battle Of The Bands". A medida que la popularidad crecía, la banda se vio presionada a tocar en lugares más grandes, más lejos de casa, haciendo que Clint Delgado dejara la banda para centrarse en su educación. La banda tocó en la gira "Taste of Chaos" en 2005. Poco después de la gira la banda grabó el álbum The Meaning in Makeup con el productor Sal Villanueva, publicado en el sello de Kevin Lyman, Warcon, en el otoño de 2005. Durante la gira Warped, la banda contrató al bajista Dustin Hook.
Durante el verano de 2006, el guitarrista original de la banda, Jeremy Mendez, dejó la banda. My American Heart recibió al guitarrista Matt "Spud" VanGasbeck poco antes de su última gira, antes de que entraran en el estudio para grabar "Hiding Inside the Horrible Weather" con el productor James Paul Wisner.
My American Heart anunció en una página de MySpace que estaban trabajando en un nuevo álbum. El 14 de abril de 2008, Jesse Barrera anunció en su página web que ya no estaban en Warcon Records, diciendo "El sello en el que estuvimos durante cuatro años acaba de cerrar y ahora estamos en la situación legal más interesante de la historia, en la que no voy a entrar."

A principios de julio de 2009, Jesse Barrera anunció en su sitio web que dejaba My American Heart.
En octubre de 2009, se anunció, a través de los miembros de la banda, que se disolverían tras unos últimos conciertos.
A principios de octubre de 2009, Jesse Barrera puso a disposición en su sitio web cuatro temas de demostración, titulados "Unravel", "Pain", "Lost Inside Of You" y "Circa". Las canciones estaban destinadas a su tercer álbum de estudio que tal vez nunca sea lanzado. Dos demos más fueron lanzados más tarde, titulados "Heart Attack" y "Shine Your Light", que también podrían haber sido destinados a su tercer álbum de estudio.
My American Heart tuvo dos reuniones de reencuentro el 3 y 4 de febrero de 2012, en The Epicentre en San Diego y Chain Reaction en Anaheim, respectivamente.
El 1 de agosto de 2017, se anunció que, en honor al décimo aniversario de su álbum Hiding Inside The Horrible Weather, mi corazón americano se reuniría.

## Discografía

### No Way Out
- The Courtesy Of Stars (EP) – 2002
- Certainty Kills (EP) – 2003

### My American Heart
- My American Heart (EP) – 2004
- The Meaning in Makeup – 2005
- Hiding Inside the Horrible Weather – 2007
- Alder Masters – 2009

## Otros proyectos
Después de anunciar su salida de la banda, el guitarrista Jesse Barrera continuó trabajando en su proyecto de pop acústico del mismo nombre. El 24 de marzo de 2010, lanzó de forma independiente su álbum debut en solitario titulado Love In Technicolor.
Dustin Hook actualmente es bajista de gira a tiempo completo para Dan + Shay.